# Ministarstvo obilja
Ministarstvo obilja (engl. Ministry of Plenty, novogovorno Miniplenty) jedno je od četiriju ministarstava fiktivne države Oceanije u Orwellovu romanu Tisuću devetsto osamdeset četvrtoj. Ono je zaduženo za nadzor nad planskom ekonomijom države, odnosno proizvodnjom hrane, namirnica i robe široke potrošnje, ali i njihovo racioniranje. Po navodima Goldsteinove knjige Teoriji i praksa oligarhijskog kolektivizma najveći dio aktivnosti odnosi se na proizvodnju oružja, odnosno Ministarstvo obilja namjerno stvara oskudicu hrane i osnovnih namirnica da bi stanovništvo države bilo siromašno, a samim time i pokorno.
U filmskoj adaptaciji Michaela Radforda iz 1984. Ministarstvo obilja dobilo je naslov Ministarstvo proizvodnje (Miniprod).